# Салем Фаго, Лавал
Лавал Салем Фаго (англ. Jude Cide Sunday; род. 15 января 2003, Лагос, Лагос) — нигерийский футболист, нападающий клуба «Истра 1961».

## Клубная карьера
Фаго — воспитанник клуба «Мавлон». В 2023 году игрок подписал контракт со хорватским «Истра 1961». 6 августа в матче против «Риеки» он дебютировал чемпионате Хорватии.

## Карьера в сборной
В 2023 году в составе молодёжной сборной Нигерии Фаго принял участие в молодёжном чемпионате мира в Аргентине. На турнире он сыграл в матчах против команд Доминиканской Республики, Италии, Бразилии, Аргентины и Южной Кореи. В поединке против итальянцев Лавал забил гол.